# Județele Ungariei
Ungaria este împărțită în 20 de diviziuni teritoriale: 19 comitate (vármegye) și capitala Budapesta, administrată tot ca entitate independentă. În 1999 Ungaria au fost formate 7 regiuni statistice , care au fost menite să preia  rolul comitatelor. Planul guvernului a eșuat, neavând majoritatea necesară pentru votarea acestui plan în parlamentul maghiar. Pe altă parte acest plan de regiuni nu corespunde planurilor de euroregiuni. Ungaria revine de la județe la comitate la 1 ianuarie 2023, care au fost desființate cu constituția comunistă din 1949.
| Județ                  | Reședință      | Suprafață (loc) | Populație (loc) | Densitate (loc) | Harta |
| ---------------------- | -------------- | --------------- | --------------- | --------------- | ----- |
| Bács-Kiskun            | Kecskemét      | 8.445           | 541.584         | 64              |       |
| Baranya                | Pécs           | 4.430           | 402.260         | 91              |       |
| Békés                  | Békéscsaba     | 5.631           | 392.845         | 70              |       |
| Borsod-Abaúj-Zemplén   | Miskolc        | 7.247           | 739.143         | 102             |       |
| Csongrád               | Szeged         | 4.263           | 425.785         | 100             |       |
| Fejér                  | Székesfehérvár | 4.359           | 428.579         | 98              |       |
| Győr-Moson-Sopron      | Győr           | 4.208           | 440.138         | 105             |       |
| Hajdú-Bihar            | Debrecen       | 6.211           | 550.265         | 89              |       |
| Heves                  | Eger           | 3.637           | 323.769         | 89              |       |
| Jász-Nagykun-Szolnok   | Szolnok        | 5.582           | 413.174         | 74              |       |
| Komárom-Esztergom      | Tatabánya      | 2.265           | 315.886         | 139             |       |
| Nógrád                 | Salgótarján    | 2.546           | 218.218         | 86              |       |
| Pesta                  | Budapesta      | 6.393           | 1.124.395       | 176             |       |
| Somogy                 | Kaposvár       | 6.036           | 334.065         | 55              |       |
| Szabolcs-Szatmár-Bereg | Nyíregyháza    | 5.936           | 583.564         | 98              |       |
| Tolna                  | Szekszárd      | 3.703           | 247.287         | 67              |       |
| Vas                    | Szombathely    | 3.336           | 266.342         | 80              |       |
| Veszprém               | Veszprém       | 4.493           | 368.519         | 82              |       |
| Zala                   | Zalaegerszeg   | 3.784           | 269.705         | 78              |       |